# Episodi di Inazuma Eleven GO
Questa è la lista degli episodi della serie anime Inazuma Eleven GO, seconda della saga di Inazuma Eleven, tratta dall'omonimo videogioco. È andata in onda dopo la terza parte della prima serie Inazuma Eleven ed è seguita dalla terza serie, Inazuma Eleven GO Chrono Stones. Conta 47 episodi ed è stata trasmessa in Giappone su TV Tokyo dal 4 maggio 2011 all'11 aprile 2012. In Italia i primi 20 episodi sono stati trasmessi dal 1º al 23 luglio 2013 su Disney XD e gli altri dal 14 ottobre al 19 novembre 2013 sullo stesso canale. In chiaro la serie è andata in onda per la prima volta dal 6 al 21 luglio 2014 su Rai Gulp.
| Nº | Titolo italiano Giapponese 「Kanji」 - Rōmaji - Traduzione letterale | In onda           | In onda          |
| Nº | Titolo italiano Giapponese 「Kanji」 - Rōmaji - Traduzione letterale | Giapponese        | Italiano         |
| 1  | Sono un nuovo vento! 「雷門に吹く新しい風！」 - Raimon ni fuku atarashii kaze! – "Un nuovo vento che soffia sulla Raimon!" | 4 maggio 2011     | 1º luglio 2013   |
| 1  | Arion entra a far parte dell'Istituto della Raimon. La prima sfida nel suo nuovo club è quella contro Victor Blade (infiltrato del Quinto Settore con la propria tecnica Stoccata Micidiale). La prima squadra si presenta con il suo capitano Riccardo di Rigo. |                   |                  |
| 2  | Questo è uno Spirito Guerriero! 「これが化身だ！」 - Kore ga Keshin da! – "Questo è un Keshin!" | 11 maggio 2011    | 2 luglio 2013    |
| 2  | La squadra di Victor Blade, i Cavalieri Oscuri, sfida la Raimon. Blade utilizza il suo Spirito Guerriero: il Maestro Spadaccino Lancelot. Si scopre che anche il capitano della Raimon ha uno Spirito Guerriero. |                   |                  |
| 3  | Minaccia di distruzione! 「崩壊！ 雷門サッカー部！！」 - Hōkai! Raimon sakkā-bu!! – "Collasso! Il club di calcio della Raimon!!" | 18 maggio 2011    | 3 luglio 2013    |
| 3  | La partita continua, ma all'improvviso i Cavalieri Oscuri si ritirano. Arion incontra per la prima volta J.P. Victor Blade entra nel club. |                   |                  |
| 4  | La prova di Arion! 「天馬の入部テスト！」 - Tenma no nyūbu tesuto! – "Il test di Tenma per l'entrata nel club!" | 25 maggio 2011    | 4 luglio 2013    |
| 4  | Arion e J.P. superano il provino dimostrando grande carattere e convinzione superando gli altri tre. |                   |                  |
| 5  | La partita truccata! 「仕組まれた試合」 - Shikumareta shiai – "La partita pianificata" | 1º giugno 2011    | 5 luglio 2013    |
| 5  | Arion, J.P. e Victor si presentano alla squadra. Viene confermata un'amichevole contro l'Istituto Superiore per Prodigi. La partita dovrà finire per 3-0 a sfavore della Raimon, come comandato dal Quinto Settore. |                   |                  |
| 6  | Tutto nell'ultimo passaggio! 「ラストパスにこめた思い」 - Last pass (rasuto pasu) ni kometa omoi – "I sentimenti chiusi nell'ultimo passaggio" | 8 giugno 2011     | 6 luglio 2013    |
| 6  | La partita riprende sul risultato di 1-0 per i Prodigi. Il primo tempo finisce 2-0. La partita però finisce 3-1 e l'allenatore Percival Trevis viene cacciato. |                   |                  |
| 7  | L'arrivo di un nuovo allenatore! 「円堂監督登場！！」 - Endō kantoku tōjō!! – "L'apparizione dell'allenatore Endō!!" | 15 giugno 2011    | 8 luglio 2013    |
| 7  | Mark Evans diventa il nuovo allenatore della Raimon. |                   |                  |
| 8  | I requisiti di un capitano! 「キャプテンの資格」 - Kyaputen no shikaku – "I requisiti di un capitano" | 22 giugno 2011    | 9 luglio 2013    |
| 8  | Mark riceve l'ordine di perdere 2-0 nella prima partita del Cammino Imperiale. Arion impara la tecnica Giro di Vento. |                   |                  |
| 9  | Finalmente inizia il Cammino Imperiale! 「ついに開幕！ ホーリーロード！！」 - Tsuini kaimaku! Hōrīrōdo!! – "Alla fine si alza il sipario! Holy Road!!" | 29 giugno 2011    | 10 luglio 2013   |
| 9  | Mark vuole disubbidire immediatamente al comando. Anche Arion e J.P. la pensano allo stesso modo. Infatti passano in vantaggio per 1-0. |                   |                  |
| 10 | Ribellione per la vittoria! 「勝利への反乱！」 - Shōri e no hanran! – "Ribellione per la vittoria!" | 6 luglio 2011     | 11 luglio 2013   |
| 10 | La Raimon vuole la vittoria nella prima partita contro il Collegio Via Lattea, però arriva il pareggio. Grazie allo spirito guerriero di Riccardo Di Rigo Direttore d'Orchestra e al suo tiro Armonia Atomica la Raimon vince e avanza ai quarti. |                   |                  |
| 11 | Il segreto di Victor! 「剣戯の秘密」 - Tsurugi no himitsu – "Il segreto di Tsurugi" | 13 luglio 2011    | 12 luglio 2013   |
| 11 | Doug McArthur abbandona la squadra e, al suo posto, gioca Victor Blade con il numero 10. |                   |                  |
| 12 | Gli Spiriti Guerrieri della Fiducia Incrollabile! 「化身の驚異！万能坂中！！」 - Keshin no kyōi! Mannōzaka-chū!! – "Il miracolo dei Keshin! Scuola media Mannōzaka!!" | 20 luglio 2011    | 13 luglio 2013   |
| 13 | La Raimon si risveglia! 「雷門の覚醒！？」 - Raimon no kakusei!? – "Il risveglio della Raimon?!" | 27 luglio 2011    | 15 luglio 2013   |
| 14 | La supertecnica di J.P.! 「信助の必殺技！」 - Shinsuke no Hissatsu Waza! – "La Tecnica Micidiale di Shinsuke!" | 3 agosto 2011     | 16 luglio 2013   |
| 14 | J.P. Impara la supertecnica di tiro Capriola Acrobatica. |                   |                  |
| 15 | Lo scontro con Jude Sharp! 「鬼道有人との再会」 - Kidō Yūto to no saikai – "Il rincontro con Yūto Kidō" | 10 agosto 2011    | 17 luglio 2013   |
| 16 | La temibile Royal Academy! 「戦慄！帝国学園！！」 - Senritsu! Teikoku Gakuen!! – "Brivido! Royal Academy!!" | 17 agosto 2011    | 18 luglio 2013   |
| 17 | L'Assalto Tuonante! 「炸裂！アルティメットサンダー！！」 - Sakuretsu! Arutimetto Sandā!! – "Esplosione! Ultimate Thunder!!" | 24 agosto 2011    | 19 luglio 2013   |
| 17 | Arion impara la supertecnica di tiro Furia del Vento mentre la squadra della Raimon completa la Super Tattica Micidiale Assalto Tuonante. |                   |                  |
| 18 | Un vento rivoluzionario! 「革命（かぜ）を起こせ！」 - Kaze o okose! – "Solleviamo il vento!" | 31 agosto 2011    | 20 luglio 2013   |
| 18 | L'allenatore Mark Evans, insieme alla squadra, scopre che Percival Trevis, Jude Sharp, David Samford, Seymour Hillman, il preside Firewill e Sonny Raimon fanno parte della Resistenza, un'organizzazione segreta intenta a cercare di destituire Alex Zabel, il capo assoluto del Quinto Settore, per sostituirlo con Hillman, liberando così il calcio dall'oppressione da parte del Quinto Settore. Si scopre anche che Mark è sposato con Nelly Raimon. |                   |                  |
| 19 | Lo scontro con l'Accademia Baia dei Pirati! | 7 settembre 2011  | 22 luglio 2013   |
| 19 | Inizia la partita tra la Raimon e l'Accademia Baia dei Pirati. |                   |                  |
| 20 | Lo Spirito Guerriero di Arion! 「羽ばたけ！天馬の化身！！」 - Habatake! Tenma no Keshin!! – "Batti le ali! Il Keshin di Tenma!!" | 14 settembre 2011 | 23 luglio 2013   |
| 20 | Arion sviluppa la Supertecnica Vortice Turbinoso ed il suo Spirito Guerriero Pegaso Alato. |                   |                  |
| 21 | L'Età dell'Oro 「秋空の挑戦者！」 - Aki sora no chōsensha! – "Gli sfidanti del cielo d'autunno!" | 21 settembre 2011 | 14 ottobre 2013  |
| 21 | Ricompare un altro dei componenti della gloriosa squadra capitanata da Mark, Scott, che chiede a Mark di giocare una partita contro gli abitanti del palazzo dove abita anche Silvia, che formano la squadra dilettantistica detta Età dell'Oro. La partita sarà vinta dalla Raimon. |                   |                  |
| 22 | Comincia la rivoluzione 「集え！革命の旗に！！」 - Tsudoe! Kakumei no hata ni!! – "Uniamoci! Sotto la bandiera della rivoluzione!!" | 28 settembre 2011 | 15 ottobre 2013  |
| 23 | Il terribile Stadio Turbina! 「恐怖のサイクロンスタジアム！」 - Kyōfu no Saikuron Sutajiamu! – "Il Cyclone Stadium della paura!" | 5 ottobre 2011    | 16 ottobre 2013  |
| 24 | Il nostro calcio rinasce! 「甦れ！俺たちのサッカー！！」 - Yomigaere! Oretachi no sakkā!! – "Risuscita! Il nostro calcio!!" | 19 ottobre 2011   | 17 ottobre 2013  |
| 25 | Lui è tornato! 「あいつが帰ってくる！」 - Aitsu ga kaette kuru! – "Lui sta tornando!" | 26 ottobre 2011   | 18 ottobre 2013  |
| 25 | La Raimon con il suo modo di giocare e le sue idee ambiziose attira sempre più giocatori, fino a quando si presenta da Mark e i suoi ragazzi Lucian. Quando Mark gli chiede quale sia il suo cognome egli tartaglia un po' ma alla fine lo dice: il suo cognome è Dark. Celia, Mark e Jude rimangono perplessi, ma poi il ragazzo viene accettato nella squadra, nonostante fosse il nipote di quel Dark che ha creato tanti problemi alla Raimon degli anni precedenti. |                   |                  |
| 26 | Bloccati nella neve 「立ちはだかる白い悪魔！」 - Tachihadakaru shiroi akuma! – "Il diavolo bianco che blocca la via!" | 2 novembre 2011   | 21 ottobre 2013  |
| 27 | Battaglia nel ghiaccio: la Raimon contro l'Alpine 「氷上の激闘！VS白恋中！！」 - Hyōjō no gekitō! versus Hakuren chū!! – "Lotta feroce sul ghiaccio! Contro la scuola media Hakuren!!" | 9 novembre 2011   | 22 ottobre 2013  |
| 28 | La preoccupazione dell'allenatore Sharp 「監督・鬼道の不安」 - Kantoku Kidō no fuan – "La preoccupazione dell'allenatore Kidō" | 16 novembre 2011  | 23 ottobre 2013  |
| 29 | Lo scontro con la Kirkwood 「宿命の対決！木戸川清修！！」 - Shukumei no taiketsu! Kidokawa Seishū!! – "Lo scontro del destino! Kidokawa Seishū!!" | 23 novembre 2011  | 24 ottobre 2013  |
| 29 | I ragazzi continuano ad allenarsi seguendo i nuovi metodi di Jude e iniziano a vedersi i primi miglioramenti. Arion e J.P. provano la nuova tecnica chiamata Balzo Boom. Riccardo ricorda con Gabi la loro passione per il calcio bloccata e poi liberata grazie all'arrivo in squadra di Arion. Difficile capire la personalità di Hitorn che mentre aiuta Arion e J.P. a creare la nuova tecnica che porta il nome da lui inventato li distrae e li colpisce con una pallonata. Airon e J.P. cercano di capire cosa abbia voluto dire Ryoma con "Il calcio è come la pasta". Si scopre il nome della prossima avversaria: questa volta bisogna battersi con la Kirkwood, che ha sconfitto già la Raimon nella finale del precedente campionato. Questa squadra però è divisa e non tutti sono convinti di voler seguire le direttive del Quinto Settore. I ragazzi prendono infine il Treno Roulette per raggiungere il nuovo stadio, ed essendoci anche l'altra squadra sul treno, Celia e Jude scoprono che il nuovo allenatore della Kirkwood è Byron, uno dei più forti giocatori della Raimon di quando giocava Mark, e pensano che anche lui sia stato soggiogato dal Quinto Settore. Si scopre il nuovo campo di gioco: lo Stadio Zattera. Byron ricorda quando è stato chiamato per fare da allenatore alla Kirkwood e notate le problematiche decisionali presenti nella squadra convince i giocatori a giocare per loro e decidere successivamente con chi stare. Si nota che Byron non è dalla parte del Quinto Settore: egli stesso infatti dice di aver accettato solo perché vuole salvare quei ragazzi. |                   |                  |
| 30 | Duello di strategie! 「華麗なる戦術！鬼道VSアフロヂィ！！」 - Karei naru senjū! Kidō tai Afurodi!! – "Le splendide tattiche! Kidō contro Aphrodi!!" | 30 novembre 2011  | 25 ottobre 2013  |
| 30 | La Raimon sta per subire un goal, ma un inabissamento la salva. Proprio questo è il segreto del campo Zattera, la possibilità di inabissare varie parti. Si scopre che neanche Byron ne era a conoscenza, perché quando stavano per dirglielo lui non ha voluto saperlo. Nuova regola: quando il pallone cade in acqua, gli avversari beneficiano di una punizione a loro favore. La Kirkwood mette in atto la sua super tattica Triangolo Perfetto e la Raimon risponde con la sua, Passaggi Volanti. La Raimon subisce due goal e si conclude il primo tempo. Poi si scopre chi era quel signore con cappello e occhiali da sole arrivato poco prima in Giappone in aereo: è il maestro di Ryoma, Kevin Dragonfly, che aveva giocato nella Raimon con Jude, Mark e gli altri. Jude effettua un cambio per il secondo tempo spostando Ryoma in attacco e Victor a centrocampo. Questa scelta dà i suoi frutti poiché la Raimon prima accorcia le distanze, e poi raggiunge il pareggio sul 2-2 grazie allo spirito guerriero di Ryoma Grande Samurai Musashi. |                   |                  |
| 31 | Il Grande Samurai Musashi 「化身！戦国武神ムサシ見参！！」 - Keshin! Sengoku Bushin Musashi kensan!! – "Keshin! L'incontro di Musashi Dio della Guerra del Sengoku!!" | 7 dicembre 2011   | 28 ottobre 2013  |
| 31 | Byron dice "questa è la Raimon, è così che deve andare!", ma Jude non ne è convinto e pensa che lui abbia qualche asso nella manica. Nella Kirkwood si palesano le divisioni presenti tra i giocatori. Finalmente funziona per la prima volta la tecnica Balzo Boom, ma a realizzarla sono J.P. ed Aitor al posto di Airon. Grazie al Virtuoso di Riccardo, Arion porta avanti una bellissima azione superando diversi giocatori e permettendo a Ryoma di segnare il terzo goal. Termina così la partita: Raimon-Kirkwood 3-2. Sono bellissime le parole di Byron ai suoi giocatori dopo la sconfitta, ma finalmente loro hanno capito che strada prendere, quella di vincere ancora con il loro allenatore. Ricominciano gli allenamenti e Riccardo e Samguk iniziano a pensare al loro futuro, a che cosa succederà alla Raimon quando loro non ci saranno ed a chi li sostituirà. Samguk è preoccupato soprattutto perché è l'unico portiere in squadra, ma ha già idea di chi potrebbe essere il suo sostituto: J.P. La puntata si conclude con l'incoraggiamento di Kevin alla squadra e soprattutto a coloro che ancora giocano poco e non sono molto abili. Egli racconta la sua esperienza con Ryoma. |                   |                  |
| 32 | Il miracolo del vento della rivoluzione 「革命（かぜ）の軌跡」 - Kaze no kiseki – "Le tracce del vento" | 7 dicembre 2011   | 29 ottobre 2013  |
| 32 | Continuano gli allenamenti per Arion e J.P. ma vengono interrotti da Riccardo, che racconta loro di aver parlato con i capitani della Fiducia Incrollabile e del Collegio Via Lattea, che sostengono che grazie alla Raimon anche loro hanno riscoperto la voglia e la gioia di giocare il calcio vero. Così tutti ripensano al loro allenatore, Mark. Riccardo sostiene, con l'accordo di tutti, che il vento della rivoluzione vi sia stato grazie ad Arion e proprio quest'ultimo si lascia andare ai ricordi: i primi giorni e Victor, da quando era contro la Raimon a quando poi decise di appoggiare l'ideale della squadra. Si ripensa all'evocazione degli Spiriti Guerrieri ed Arion si chiede come sia possibile che ciò avvenga: nessuno sa dare una risposta. Ricorda poi le partite svolte fino a questo momento. Infine si ripensa agli stadi dove ha giocato la Raimon ed ai nuovi arrivi. Ma non si riesce a capire cosa siano gli Spiriti Guerrieri, né perché l'allenatore Evans abbia abbandonato la squadra. |                   |                  |
| 33 | Il mistero dell'Istituto Miraggio 「謎の敵！幻影学園！！」 - Nazo no teki! Gen'ei Gakuen!! – "Il rivale misterioso! Gen'ei Gakuen!!" | 21 dicembre 2011  | 30 ottobre 2013  |
| 33 | Giornata di allenamento per la Raimon, con dubbi per Wanli, che ipotizza di abbandonare il calcio. Sembra che il capitano della squadra Istituto Miraggio, successivo avversario della Raimon, fosse stato amico di Wanli. Quest'ultimo infatti ha delle preoccupazioni, si sente solo e ricorda il suo amico Harrold, capitano dell'Istituto Miraggio, e si domanda perché si sia allontanato da lui. I due si rincontrano al campo dove giocavano da bambini, e Harrold dice di aver smesso di parlargli perché era diventato una palla al piede e perché era un codardo. Wanli crede di non avere più motivi per continuare a giocare perché completamente solo. Successivamente arriva Lucian, che gli racconta la sua esperienza. Victor è da suo fratello e lo aiuta a fare riabilitazione, mentre Arion assiste alla scena felice. Fuori dall'ospedale intanto vi è un'evasione: un ragazzo dai capelli rossi riesce a scappare, sente rumore di un pallone e infine si scontra con Arion, che stava uscendo dall'ospedale proprio in quel momento. Nel restituire il pallone a dei bambini fanno una specie di tiro combinato con questo ragazzo, che salta su Arion, e così si mettono a giocare tra loro. È così che si conoscono: è infatti l'infermiera dell'ospedale, Camelia Travis, a dire ad Arion che il nome del ragazzo è Sol. Wanli si scusa col mister e ritorna ad allenarsi perché vuole giocare nella successiva partita. Per far cambiare idea a Harrold, dice: "Il passato non si cambia, ma posso modificare ciò che verrà, deve capire cosa provo giocando a calcio". Infine i ragazzi sono sul treno Roulette e vedono i loro avversari. Una ragazza, Faiti Hiller, che si presenta poi a Lucian come compagna di scuola di Wanli e Harrold alle elementari, ferma proprio lo stesso Harrold, si lascia andare ai ricordi e gli dice che sarebbe il momento giusto per parlare a Wanli. Harrold sostiene il contrario, che sia inutile, e lei si domanda allora perché sia tanto triste. L'episodio finisce con la partita che sta per iniziare. |                   |                  |
| 34 | L'imparabile Tiro Fantasma 「防御不可能！マボロシショット！！」 - Bōkyo fukanō! Maboroshi Shotto!! – "Difesa impossibile! Tiro dell'Illusione!!" | 4 gennaio 2012    | 31 ottobre 2013  |
| 35 | Cambio di portiere 「衝撃の采配！キーパー交代！！」 - Shōgeki no saihai! Kīpā kōtai!! – "La bacchetta dello shock! Cambio di portiere!!" | 11 gennaio 2012   | 1º novembre 2013 |
| 36 | L'incontro atteso 「運命の再会」 - Unmei no saikai – "Il rincontro del destino" | 18 gennaio 2012   | 4 novembre 2013  |
| 37 | Il talento di cristallo! 「硝子細工の天才」 - Garasu-zaiku no tensai – "Un genio del lavoro del vetro" | 25 gennaio 2012   | 5 novembre 2013  |
| 38 | Lo Spirito Guerriero di Sol! 「解き放たれる太陽の化身！」 - Tokihanatareru Taiyō no Keshin! – "Il Keshin di Taiyō è liberato!" | 1º febbraio 2012  | 6 novembre 2013  |
| 39 | Arion contro Sol! 「天馬VS太陽」 - Tenma tai Taiyō – "Tenma contro Taiyō" | 8 febbraio 2012   | 7 novembre 2013  |
| 40 | Il nuovo capitano! 「新キャプテン！松風天馬！！」 - Shin kyaputen! Matsukaze Tenma!! – "Nuovo capitano! Tenma Matsukaze!!" | 15 febbraio 2012  | 8 novembre 2013  |
| 41 | La finale allo stadio Zenith! 「決戦！アマノミカドスタジアム！！」 - Kessen! Ama no Mikado Sutajiamu!! – "Battaglia decisiva! Stadio Imperatore del Cielo!!" | 22 febbraio 2012  | 11 novembre 2013 |
| 42 | Dragon Link l'avversario supremo 「出現、最強の敵！ドラゴンリンク！！」 - Shutsugen, saikyō no teki! Doragonrinku!! – "Arriva, il rivale più forte! Dragonlink!!" | 29 febbraio 2012  | 12 novembre 2013 |
| 43 | Una lotta eroica! 「壮絶！最後の聖戦！！」 - Sōzetsu! Saigo no seisen!! – "Eroica! La crociata finale!!" | 7 marzo 2012      | 13 novembre 2013 |
| 44 | Il nostro calcio tocca il cielo 「天まで届け！みんなのサッカー！！」 - Ten made todoke! Minna no sakkā!! – "Raggiungiamo il cielo! Il calcio di tutti!!" | 14 marzo 2012     | 14 novembre 2013 |
| 45 | Un passaggio verso il domani! 「未来（あした）へのパス」 - Ashita e no pasu – "Un passaggio verso il domani" | 21 marzo 2012     | 15 novembre 2013 |
| 46 | Alla conquista della TV! 「TV局が来た！」 - Terebi-kyoku ga kita! – "Sono arrivate le reti televisive!" | 4 aprile 2012     | 18 novembre 2013 |
| 47 | Questa è la Raimon! 「これが雷門中サッカー部だ！」 - Kore ga Raimon-chū sakkā-bu da! – "Questo è il club di calcio della scuola media Raimon!" | 11 aprile 2012    | 19 novembre 2013 |